# Complejo de Fabricación de Keuffel y Esser
El Complejo de Fabricación de Keuffel y Esser se encuentra en Hoboken, Condado de Hudson, Nueva Jersey, Estados Unidos. El edificio de hormigón del lado occidental del complejo, con su característica torre del reloj de cuatro lados, se construyó en 1906 y se abrió en 1907, después de que el edificio anterior fuera destruido por un incendio en 1905.
Keuffel y Esser fabricaron instrumentos de dibujo para los profesionales de la arquitectectura, la ingeniería y la redacción de proyectos en el complejo desde 1907 hasta 1968. En 1975 el edificio fue convertido en viviendas. La mitad occidental del complejo se conocía como Torres del Reloj, mientras que la mitad este del complejo (que fue construida en 1887) se convirtió en apartamentos residenciales en 1984, transformándose en lo que ahora se llama los «Grand Adams».
El complejo fue agregado al Registro Nacional de Lugares Históricos el 12 de septiembre de 1985.